# Comandante Fontana
Comandante Fontana est une ville de la province de Formosa, en Argentine, et le chef-lieu du département de Patiño.
Elle est située à 184 km au nord-ouest de Formosa, la capitale provinciale.